# Ensayos sobre empirismo radical
Ensayos sobre empirismo radical (EER) de William James es una colección editada y publicada póstumamente por su compañero y biógrafo Ralph Barton Perry en 1912. Está conformada por diez de una colección de doce artículos reimpresos publicados de 1904 a 1905 que James había ingresado en agosto de 1906 a la biblioteca de la Universidad de Harvard en el Departamento de Filosofía para uso suplementario de sus alumnos. Perry reemplazó dos ensayos de la lista original con otros dos, de los cuales uno no existía antes.
Ya que es una colección de ensayos que se escribieron durante cierto periodo de tiempo, y en última instancia no seleccionados ni reunidos por su autor, no es una exposición sistemática de sus pensamientos, a pesar de que Perry sugiere lo contrario en su prefacio. Esta circunstancia, en suma a la evolución de la postura filosófica de James, ha causado una amplia variación en el entendimiento, malentendido y opinión crítica del empirismo radical.

## Historia

### Colección no publicada de 1906
Esta es la colección original de artículos ingresados por James (obligado por Harvard alrededor de 1912), con sus fechas de publicación:
1. "¿Existe la consciencia?" (septiembre, 1904)
2. "La Notion de Conscience" (en francés, junio, 1905)
3. "Un mundo de pura experiencia" (septiembre-octubre, 1904)
4. "El método pragmático" (diciembre, 1904)
5. "Las cosas y sus relaciones" (enero, 1905)
6. "La esencia del humanismo" (marzo, 1905)
7. "Cómo pueden dos mentes saber una cosa" (marzo, 1905)
8. "¿Es solipsismo el empirismo radical?" (abril, 1905)
9. "El lugar de los hechos afectivos en un mundo de pura experiencia" (mayo, 1905)
10. "La experiencia de la actividad" (enero, 1905)
11. "Humanismo y verdad" (octubre, 1904)
12. "Humanismo y verdad una vez más" (abril, 1905)

### La lista de James de 1907
A mediados de 1907 James preparó una lista de 15 ensayos como anticipación a un libro titulado "Ensayos sobre empirismo radical". Dos de los ensayos de la colección de 1906 no están presentes en esta lista. "El método pragmático" fue adaptado como tercer capítulo del libro Pragmatismo. "Humanismo y verdad una vez más" fue combinado con "Humanismo y verdad" en el libro El significado de la verdad (SV) de 1909.
Los planes de James para un libro sobre empirismo radical basado en esta lista nunca llegaron a buen término. Pragmatismo fue publicado en junio de 1907, contando con una buena recepción. En la primavera de 1909 James empezó a reunir material para un libro de seguimiento llamado El significado de la verdad. Su lista de 1907 fue víctima de la necesidad de la inmediatez del libro. Los dos títulos tachados fueron hechos por James en su lista real. Las notas a la derecha han sido añadidas para dejar en claro cuáles ensayos fueron usados luego.
1. "La función de la cognición" (1885) → SV
2. "El conocimiento de las cosas juntas" (1895) → extraído de "Los tigres en India" → SV
3. "¿Existe la consciencia?"
4. "Un mundo de pura experiencia" → extraído de "La relación entre el conocedor y lo conocido" → SV
5. "La Notion de Conscience"
6. "La esencia del humanismo" → SV
7. "Cómo pueden dos mentes saber una cosa"
8. "¿Es solipsismo el empirismo radical?"
9. "El lugar de los hechos afectivos en un mundo de pura experiencia"
10. "Humanismo y verdad" → extracto extra de "Humanismo y verdad una vez más" → SV
11. "Las cosas y sus relaciones" publicado en 1909 como Apéndice A, "Un universo pluralista" (UP)
12. "La controversia de la verdad" (1907)
13. "Una palabra más de verdad" (1907) → SV
14. "Pratt acerca de la verdad" (1907) → SV
15. "La experiencia de la verdad" publicado en 1909 como Apéndice B, UP

### El libro de 1912 de Perry
Luego de la muerte de James, Ralph Perry consideró apropiado reunir un libro sobre empirismo radical, y sintetizó la lista anterior para llegar a la siguiente:
1. "¿Existe la consciencia?"
2. "Un mundo de pura experiencia"
3. "Las cosas y sus relaciones"
4. "Cómo pueden dos mentes saber una cosa"
5. "El lugar de los hechos afectivos en un mundo de pura experiencia"
6. "La experiencia de la actividad"
7. "La esencia del humanismo"
8. "La Notion de Conscience"
9. "¿Es solipsismo el empirismo radical?"
10. "La refutación de Mr. Pitkin al empirismo radical" (1906, adición de Perry)
  1. "Una respuesta a Mr. Pitkin" (1907)
11. "Humanismo y verdad una vez más"
12. "Absolutismo y empirismo" (1884, adición de Perry)

Harvard añadió un artículo, "La controversia de la verdad", de la lista de James de 1907 a su edición crítica de 1976.